# Honcearivka, Litîn
Honcearivka (în ucraineană Гончарівка) este un sat în comuna Bahrînivți din raionul Litîn, regiunea Vinnița, Ucraina.

## Demografie
Componența lingvistică a localității Honcearivka
     Ucraineană (100%)
Conform recensământului din 2001, toată populația localității Honcearivka era vorbitoare de ucraineană (100%).